# ソラリア計画
ソラリア計画（ソラリアけいかく）、天神ソラリア計画（てんじんソラリアけいかく）とは、西日本鉄道が計画および実施する福岡県、天神地区の西鉄福岡駅を中心とする再開発事業とその計画である。
この記事はソラリア計画を含む、これまでの天神地区周辺の西日本鉄道による天神開発史も扱う。

## 概要
ソラリア計画は、ソラリアプラザ開業までの第1期に始まり、第2期、第3期と展開している。

## 歴史

### ソラリアプラザ開業
1986年（昭和61年）に、西鉄福岡駅および福岡スポーツセンター周辺の再開発事業として始まった。
1989年（平成元年）5月のゴールデンウィーク直前に、ファッションビルとしてソラリアプラザビルが竣工した。同年3月に開業したユーテクプラザ天神（現在の天神ロフトビル）、4月に開業した三菱地所資本の天神イムズと合わせ、当時は福岡三大ビルといわれた。これにより、第2次天神流通戦争が起こるほど一段と商業集積が進んだ。
天神ソラリア計画は、福岡都市圏の人口増加とともに西鉄福岡駅や福岡バスセンターの能力も限界に達し、老朽化した福岡スポーツセンターのリニューアルを目的とし、福岡市のマスタープランに沿うものであった。
2000年、計画の完了。